# Крастева, Анна
Анна Красимирова-Крастева (род. 17 мая 1977, в Ихтимане, Софийская область) — болгарская конькобежка, специализирующаяся в шорт-треке. Участница Олимпийских игр 2002 года. Трёхкратная бронзовый призёр чемпионатов мира. Двукратная чемпионка Европы в шорт-треке.

## Спортивная карьера
Анна Крастева попала в национальную сборную в 15 лет и сразу выступила на чемпионате мира в Денвере, где заняла в общем зачёте 20 место. В 17 лет уже в составе эстафеты заняла 11-е место в Гилфорде. Следующие 2 года занимала в эстафете 6 и 8 место на мировых первенствах. На первом чемпионате Европы в Мальмё Анна взяла с командой серебро.
С 1999 года начала выступления в Кубке мира, а на Европе в Оберстдорфе вновь выиграла серебряную медаль. Позже стала в эстафете третьей в Софии на чемпионате мира. На европейских чемпионатах в Бормио и Гааге с 2000 по 2001 год Анна выиграла золотые медали в эстафете вместе с Евгенией Радановой, Мариной Георгиевой и Даниэлой Влаевой. В том же 2001 году взяла в эстафете бронзу в Чонджу на чемпионате мира.
Через год на Европе в Гренобле стала второй. Олимпийские игры в Солт-Лейк-Сити для Крастевой, как и для всей сборной прошли без успеха. Анна на 1000 метров стала только 18-й, а в эстафете заняли 6-е место.  в 2003 году выиграла очередную бронзу на чемпионате мира в Варшаве.